# Éxodo palestino de 1967
El éxodo palestino de 1967 o Naksa se refiere a la expulsión forzosa de alrededor de 280 000 a 325 000 palestinos fuera de los territorios ocupados por Israel durante y después de la Guerra de los Seis Días, incluida la destrucción de las aldeas palestinas de Imwas, Yalo, Bayt Nuba, Surit, Beit Awwa, Beit Mirsem, Sheij, Al-Jiftlik, Agarith y Huseirat, además del «vaciado» de los campos de refugiados de Aqabat Jaber y Ein as-Sultan.
Aproximadamente 145 000 de los refugiados palestinos de 1967 eran refugiados de la Guerra árabe-israelí de 1948. En diciembre de 1967, 245 000 habían huido de Cisjordania y la Franja de Gaza hacia Jordania, 11 000 habían huido de la Franja de Gaza hacia Egipto y 116 000 palestinos y sirios habían huido de los Altos del Golán hacia Siria.
Hasta 1967, aproximadamente la mitad de todos los palestinos todavía vivían dentro de los límites del antiguo Mandato británico de Palestina, pero la mayoría comenzó a vivir fuera del territorio a partir de 1967.

Refugiados palestinos cruzando el puente Allenby.

Un informe de la Organización de las Naciones Unidas de 1971 afirmaba que: «Sobre la base de los testimonios presentados ante él u obtenidos por él en el curso de sus investigaciones, el Comité Especial ha llegado a la conclusión de que el gobierno de Israel está aplicando deliberadamente políticas destinadas a impedir que la población de los territorios ocupados regrese a sus hogares y obligue a quienes se encuentran en sus hogares en los territorios ocupados a abandonarlos, ya sea por medios directos como la deportación o indirectamente mediante intentos de socavar su moral o mediante el ofrecimiento de incentivos especiales, todos con el objetivo último de anexar y colonizar los territorios ocupados. El Comité Especial considera que los actos del Gobierno de Israel en cumplimiento de esas políticas constituyen la violación más grave de los derechos humanos de la que ha tenido conocimiento. Las pruebas demuestran que esta situación se ha deteriorado desde la última misión del Comité Especial en 1970».
Después de que la unidad de guerra psicológica visitara Kalkilia y muchos de los residentes huyeran, el representante de la ONU, Nils-Göran Gussing, señaló que 850 de las 2.000 casas de la ciudad fueron demolidas.

## Conmemoración
El Naksa se conmemora anualmente el Día del Naksa, un día de recuerdo de los acontecimientos del desplazamiento de 1967.

### Citas
1. ↑  Shaked, 2022, p. 7.
2. ↑  Bowker, 2003, p. 81.
3. ↑  Gerson, 1978, p. 162.
4. 1 2 3  McDowall, 1989, p. 84
5. ↑  Thant, 1971.
6. ↑  Segev, 2007, p. 405.
7. ↑  Mohammed Zaatari (31 de mayo de 2011). «Army may prevent June 5 protesters reaching border fence». The Daily Star. Archivado desde el original el 7 de octubre de 2012. Consultado el 1 de junio de 2011.